# Miltochrista mesortha
Miltochrista mesortha là một loài bướm đêm thuộc phân họ Arctiinae, họ Erebidae.